# Qubo Gas
Qubo Gas est un collectif d'artistes lillois créé en 2000 par Laura Henno, Jean-François Ablézot et Morgan Dimnet. Leurs œuvres associent plusieurs techniques, le dessin, la peinture, la numérisation, et utilisent plusieurs supports, l’illustration, le « wall drawing », l’animation digitale, le programme interactif, la performance, l’installation. Qubo Gas diffuse également des multiples au travers de sa propre société d'édition, Smalticolor Editions.

## Œuvres
Qubo Gas est notamment l'auteur de Watercouleur Park (2007), une œuvre interactive réalisée pour la Tate Modern, et de Paper Moon (2010), une œuvre évolutive diffusée par la galerie virtuelle du LaM dans le cadre de la réouverture du musée.
Le collectif d'artiste Qubo Gas a créé en 2010, Hullabaloo, une œuvre interactive produite par artconnexion dans le cadre de l'action Nouveaux commanditaires de la Fondation de France.
En 2011, dans le cadre du 1% d’embellissement des bâtiments publics, Qubo Gas réalise, pour l'IUT de Béziers, Shimmy Shimmy Belly,, un jardin virtuel poétique évoluant au gré des conditions météo.